# Église médiévale de Saint-Raphaël
Pour les articles homonymes, voir Église Saint-Raphaël.
L'église Saint-Raphaël, aussi appelée église des Templiers bien que les Templiers n'aient jamais été en possession de cette église, est une église catholique située à Saint-Raphaël dans le département français du Var et la région Provence-Alpes-Côte d'Azur.

## Localisation
L'église est située au centre du village, entre la rue de la Vieille-église et la rue des Templiers. Elle fait partie du Musée archéologique de Saint-Raphaël.

## Historique
L'église est située dans l'ancien village médiéval, sur un site occupé depuis l'époque romaine. Une plaque de chancel du VIIIe ou IXe siècle a été remployée dans l'église.
Les fouilles ont fait apparaître sur un bâtiment antique quadrangulaire, daté entre les Ier et Ve siècles, les fondations de trois églises qui ont précédé l'église romane actuelle, du XIIe siècle :
- première église du VIe siècle à chevet quadrangulaire,
- construction d'une abside semi-circulaire a été construite au IXe ou Xe siècle sur le chevet antérieur,
- deuxième église à trois nefs de la fin du XIe siècle qui englobe tous les édifices précédents. Elle est restée inachevée. Le chevet carolingien a été conservé dans la crypte du XIe siècle. L'église est dédiée à l'archange Raphaël.

En 1073, l'évêque de Fréjus, Bernard ou Bertrand, restitue l'église à l'abbé Aldebert et les moines de l'abbaye de Lérins. Cette restitution est renouvelée par l'évêque Béranger, le 18 mars 1095. L'église leur est restée pendant cinquante ans. Le Livre rouge de la cathédrale montre que l'évêque y avait toute la juridiction et un palais comme à Fréjus. L'évêque est resté seigneur temporel jusqu'à la Révolution. Saint-Raphaël s'est développé autour de l'église et du palais. Un castrum est mentionné en 1190.
- l'église est rénovée dans la seconde moitié du XIIe siècle. Elle comprend une nef à trois travées terminée par une abside semi-circulaire. Elle est consacrée le 7 octobre d'une année inconnue avec comme patron saint Pierre. Elle mesure 22 m de long et 6 m de largeur environ. En 1165, l'évêque Bertrand-André cède l'église à l'abbaye Saint-Victor. Entre 1170 et 1180 une contestation s'est élevée entre l'évêque et les chanoines de Fréjus. La reconstruction a dû commencer par l'empâtement de l'abside d'après les marques de tâcheron. L'abside a probablement été construite après 1180. Le chantier se continue jusque vers 1200. La première travée n'a pas été refaite.

Des éléments de fortification sont construits aux XIIIe et XIVe siècles. La tour a été construite à l'emplacement de l'absidiole sud. Elle ressemble à celle de la cathédrale de Fréjus et peut dater du XIIIe siècle. Sa base a été restaurée vers 1567. Le mur de l'abside a été surélevé pour la fortification de l'église.
En 1765, le conseil municipal indique qu'il faudrait re-voûter la première travée. Le conseil décide « que le tout sera voûté de manière solide ». Cette travée est séparée de la suivant par un doubleau. Au XVIIIe siècle, les consuls ont fait surélever la tour pour y mettre des cloches.

## Protection
L'église a été classée au titre des monuments historiques par le 20 décembre 1907 et la tour a été classée au titre des monuments historiques le 11 janvier 1908.